# Graphidastra
Graphidastra is een geslacht van schimmels in de familie Roccellaceae. De typesoort is Graphidastra multiformis.

## Soorten
Volgens Index Fungorum bevat het geslacht vijf soorten (peildatum oktober 2021):
| Soortnaam                | Auteur(s)               | Publicatiejaar |
| ------------------------ | ----------------------- | -------------- |
| Graphidastra byssiseda   | (Müll. Arg.) G. Thor    | 1991           |
| Graphidastra himalayana  | Jagadeesh & G.P. Sinha  | 2010           |
| Graphidastra japonica    | A. Sakata & H. Harada   | 2014           |
| Graphidastra laii        | Aptroot & Sparrius      | 2006           |
| Graphidastra multiformis | (Mont. & Bosch) G. Thor | 1991           |